# Oscilator sa faznim pomjerajem
Oscilator sa faznim pomjerajem predstavlja jedan od jednostavnih elektronskih oscilatora. Sadrži invertujući pojačavač i prateće filtre koji pomjeraju fazu izlaznog signala na pojačavaču za 180° na određenoj frekvenciji oscilovanja.
Filtar stvara fazni pomjeraj koji raste zajedno sa frekvencijom. On će imati maksimalni fazni pomjeraj znatno veći od 180° na visokim frekvencijama, tako da je fazni pomjeraj na željenoj frekvenciji oscilovanja 180°.
Najčešće se koriste dvije varijante ovog oscilatora. U prvoj se koristi samo jedan operacioni pojačavač dok se u modifikovanoj verziji koriste tri pojačavača.

## Analiza oscilatora sa jednim pojačavačem
U daljem tekstu analiziraćemo oscilator čije su komponente istih otpornosti i kapacitivnosti, jer bi za drugačije vrijednosti sama analiza bila daleko složenija.
Oscilator sa faznim pomjerajem koristi operacioni pojačavač sa invertujućim odn. negativnim pojačanjem. Negativno pojačanje je ekvivalentno faznom pomjeraju od ±180°. Da bi kolo bilo oscilator, povratna mreža mora da proizvede dodatnu fazu od ±180° tako da je ukupna faza 0 (ili ±360°). Fazni pomjeraj od ±180° se može dobiti kaskadnom vezom dva visokopropusna RC filtra. Međutim, na frekvencijama gdje je fazni pomjeraj upravo ±180° pojačanje ta dva filtra je 0. Kaskadnom vezom tri visokopropusna RC filtra, postoje frekvencije na kojima je fazni pomjeraj +180° a pojačanje nenulto. Takvo kolo je prikazano na slici.

Na slici je prekinuta povratna sprega, tako da se može napisati transfer funkcija:
{\displaystyle {\frac {Vo}{Vo'}}={\biggr (}{\frac {Vo}{Vb}}{\biggr )}{\biggr (}{\frac {Vb}{Va}}{\biggr )}{\biggr (}{\frac {Va}{Vo'}}{\biggr )}}
{\displaystyle {\frac {Vo}{Vb}}={\frac {R_{F}}{{\frac {1}{Cs}}+R}}=-{\biggr (}{\frac {R_{F}}{R}}{\biggr )}{\biggr (}{\frac {RCs}{1+RCs}}{\biggr )}}
Primjenom naponskog djelitelja možemo riješiti Vb/Va i Va/Vo`: 
{\displaystyle {\frac {Vb}{Va}}={\frac {Cs}{Cs+{\frac {1}{R}}+{\frac {1}{R+{\frac {1}{Cs}}}}}}={\frac {RCs(1+RCs)}{1+3RCs+(RCs)^{2}}}}{\displaystyle {\frac {Va}{Vo'}}={\frac {Cs}{Cs+{\frac {1}{R}}+{\frac {1}{{\frac {1}{Cs}}+{\frac {1}{{\frac {1}{R}}+{\frac {1}{{\frac {1}{Cs}}+R}}}}}}}}=-{\frac {(RCs)[1+3RCs+(RCs)^{2}]}{1+5RCs+6(RCs)^{2}+(RCs)^{3}}}}

Iz prethodnog slijedi:{\displaystyle -{\frac {Vo}{Vo'}}={\Biggl (}{\frac {Vo}{Vb}}{\Biggr )}{\Biggl (}{\frac {Vb}{Va}}{\Biggr )}{\Biggl (}{\frac {Va}{Vo'}}{\Biggr )}=-{\Biggl (}{\frac {R_{F}}{R}}{\Biggr )}{\Biggl (}{\frac {RCs}{1+RCs}}{\Biggr )}{\Biggl (}{\frac {RCs(1+RCs)}{1+3RCs+(RCs)^{2}}}{\Biggr )}{\Biggl (}{\frac {RCs[1+3RCs+(RCs)^{2}]}{1+5RCs+6(RCs)^{2}+(RCs)^{3}}}{\Biggr )}=-{\Biggl (}{\frac {R_{F}}{R}}{\Biggr )}{\Biggl (}{\frac {(RCs)^{3}}{1+5RCs+6(RCs)^{2}+(RCs)^{3}}}{\Biggr )}}
Kada je s=jω brojilac je negativan broj za sve frekvencije. Da bi pojačanje petlje bilo 1 sa faznim pomakom 0, imenilac treba da bude takođe imaginaran broj. Iz ovoga slijedi da je kružna učestanost ωo data formulom:
{\displaystyle \omega _{o}={\frac {1}{{\sqrt {6}}RC}}}

Na ovoj frekvenciju transfer funkcija je:
{\displaystyle {\frac {Vo}{Vo'}}=-{\Biggl (}{\frac {R_{F}}{R}}{\Biggr )}{\Biggl (}{\frac {-j{\Bigl (}{\frac {1}{\sqrt {6}}}{\Bigr )}^{3}}{1+j5{\frac {1}{\sqrt {6}}}-1-j{\Bigl (}{\frac {1}{\sqrt {6}}}{\Bigr )}^{3}}}{\Biggr )}={\Biggl (}{\frac {R_{F}}{R}}{\Biggr )}{\Biggl (}{\frac {\frac {1}{6}}{5-{\frac {1}{6}}}}{\Biggr )}={\frac {R_{F}}{R}}{\frac {1}{29}}}
Da bi postigli jedinično pojačanje petlje, RF mora da ima vrijednost R_F=29R

Za ovu vrijednost, kolo će oscilovati na frekvenciji
{\displaystyle f_{o}={\frac {\omega _{o}}{2\pi }}={\frac {1}{2\pi {\sqrt {6}}RC}}}
Takođe, moguće je realizovati ovaj tip oscilatora koristeći MOSFET umjesto operacionog pojačavača.

## Oscilator sa tri pojačavača
U praktičnoj primjeni, koristi se modifikovana verzija prethodno analiziranog oscilatora. U prethodnoj šemi, pretpostavili smo da su tri RC fazno-pomjeračka segmenta međusobno nezavisna. U stvarnosti nije tako, drugi segment utiče na prvi a treći segment utiče na drugi. Ovo znači da su različiti fazni pomaci odgovorni za povećanje slabljenja u kolu. 
Jedan od načina spriječavanja ovog problema je dodavanje pomoćnih (buffer) pojačavača između pojedinačnih RC segmenata, kao što je prikazano na slici. Oni su jedinični i njihova jedina svrha je da međusobno izoluju RC segmente. Kada se ovo uradi, zahtijevano pojačanje na izlazu originalnog pojačavača je svedeno na približno 8 (ovo je u praksi optimalna vrijednost koja bi balansirala gubitke kroz RC segmente zbog njihovog pojedinačnog pomaka od 60°) a radna frekvencija pada na vrijednost jako blizu izračunatoj. Poslije svega, glavna greška nastaje usljed tolerancije komponenti.
Moguća varijacija je da se na svakom koraku koriste invertujući pojačavači tako da je pojačanje svakog od njih 2, sa jednim promjenljivim pojačavačem kojim bi precizno podešavali pojačanje cijele petlje. Ako se ovo ispravno uradi, svaki pojačavač će na izlazu dati sinusoidu iste amplitude kao ostali a one će biti fazno pomjerene jedna od druge za 120°. Ovako modifikovano kolo može da posluži kao trofazni izvor signala.

## Prednosti
- Ovo kolo je jeftino i jednostavno kolo jer sadrži otpornike i kondenzatore (a ne glomazne i skupe kalemove visoke vrijednosti).
- Omogućuje visoku frekvencijsku stabilnost.
- Oscilator sa faznim pomjerajem je jednostavniji nego Vinov oscilator zato što mu nije potrebna negativna povratna sprega i stabilizaciona podešavanja.
- Izlaz je sasvim neizobličeni sinusouidalni signal.
- Ima širok frekvencijski opseg (od par Herca do nekoliko stotina KHz).
- Posebno je pogodan za niske frekvencije, reda 1 Hz, jer se ove frekvencije lako mogu dobiti korišćenjem velikih vrijednosti otpornika i kondenzatora.

## Mane
- Vrijednosti na izlazu su male zbog male povratne sprege.
- Obično je teško da kolo započne sa oscilacijama ako je povratna sprega mala.
- Frekvencijska stabilnost nije dobra kao kod Vinovog oscilatora.
- Potreban je veliki napon (12V) na bateriji da bi se dobio dovoljno veliki napon povratne sprege.

## Praktična upotreba
Oscilator sa faznim pomjerajem se najčešće koristi u telekomunikacijskim sklopovima zbog gorepomenute visoke frekvencijske stabilnosti i širokog frekvencijskog opsega (engl. Phase Shift Keying modulacija). Takođe, jedna od interesantnih primjena je u muzičkoj industriji, tačnije u izradi treperavog zvuka kod električnih gitara. Njihov posao je da budu niskofrekventni oscilatori koji generišu sinusoidalnu talasnu formu čija amplituda moduliše signal iz gitare prouzrokujući karakteristične treperave promjene amplitude. Da bi se postigle različite varijacije treperavog zvuka, najčešće se serijski vezuje potenciometar između prvog otpornika i mase.